# Julius Kallus

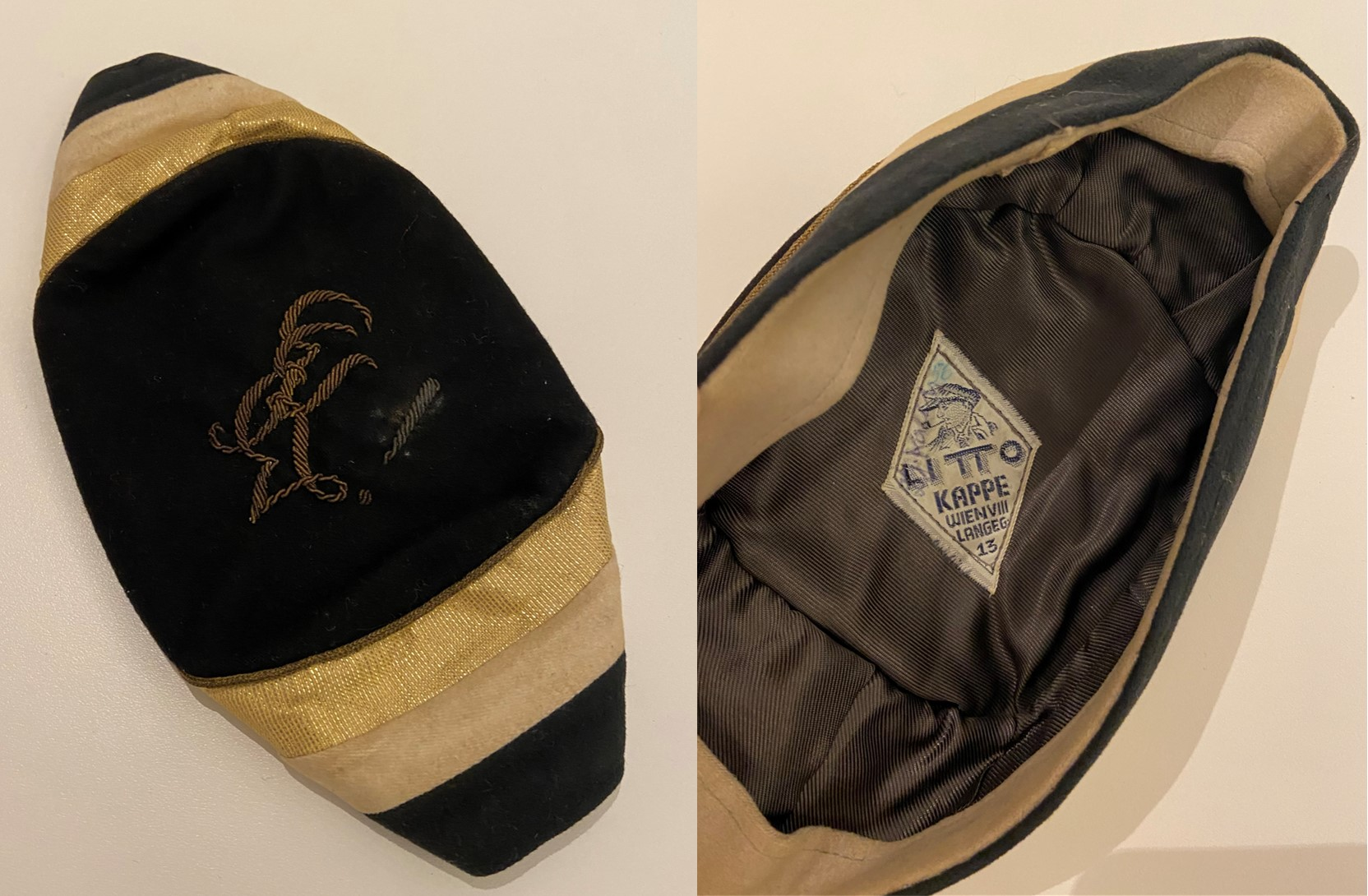
Biertonne von Julius Kallus

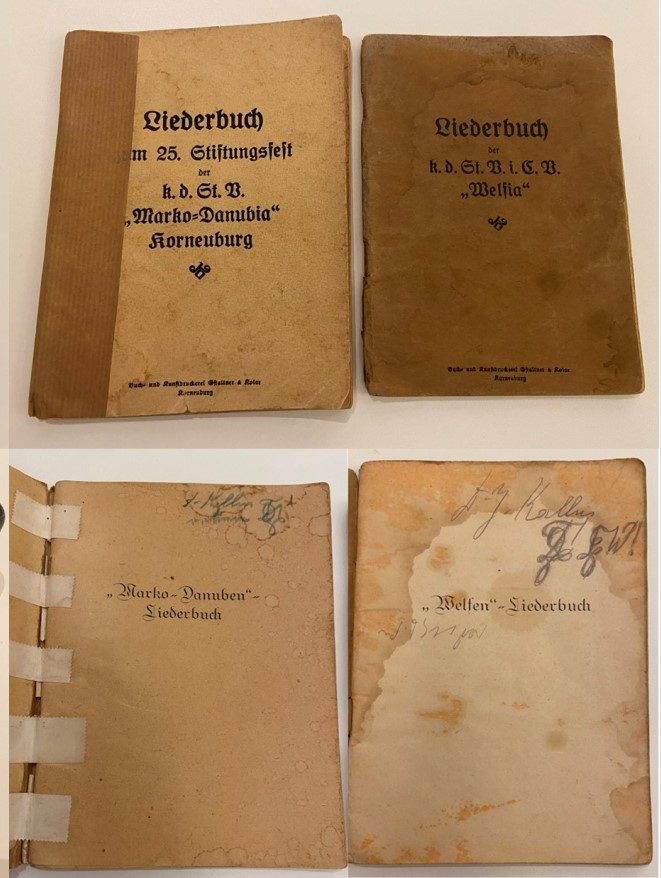
Liederbücher von Julius Kallus (mit Namenseintrag und Zirkel)

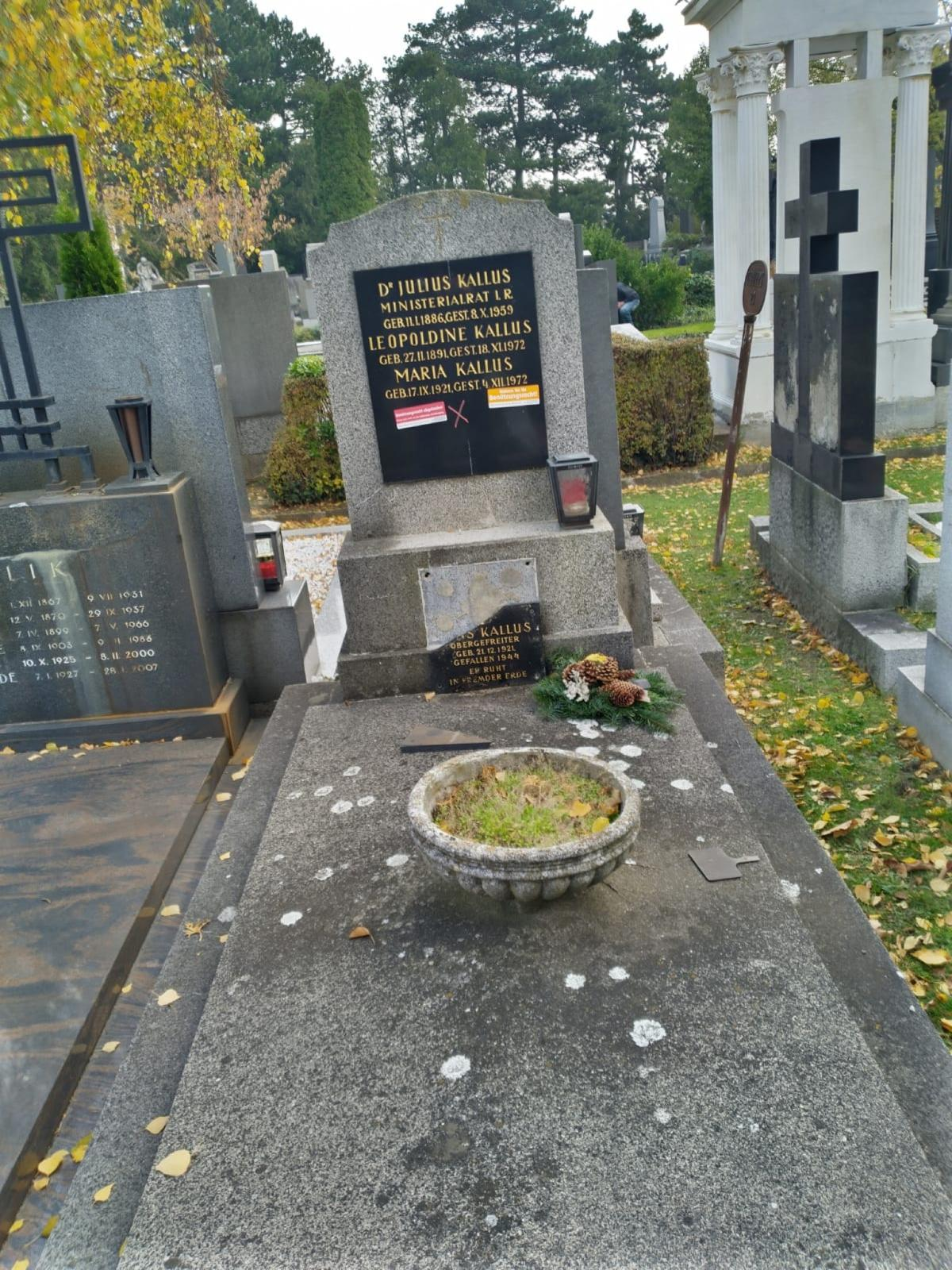
Grab von Julius Kallus am Döblinger Friedhof

Julius Kallus (* 11. Jänner 1886 in Korneuburg; † 8. Oktober 1959 in Wien) war ein österreichischer Beamter, Ministerialrat im Unterrichtsministerium und Widerstandskämpfer.

## Leben
Julius Kallus wurde am 11. Jänner 1886 in Korneuburg geboren. Sein Vater Julius Kallus war Schiffsmanipulant bei der Donaudampfschiffahrtsgesellschaft, seine Mutter Marie Fetty war Hausfrau. Nach der Volksschule in Korneuburg besuchte er von 1900 bis 1906 die Lehrerbildungsanstalt in St. Pölten und war zunächst als Volksschullehrer tätig. 1912 holte er die Gymnasialmatura am Stiftsgymnasium Klosterneuburg nach.
Danach begann er ein Studium an der Universität Wien, wo er eine Dissertation zum Thema „Mängel der Herbartschen Psychologie und ihre Folgen für die Pädagogik“ verfasste und 1916 zum Doktor der Philosophie (Dr. phil.) promovierte.
Die Lehramtsprüfung legte er wegen des Kriegsdienstes, er war Reservist, erst 1918 ab.
Julius Kallus wurde als Professor an die Lehrerbildungsanstalt in Linz und ab 1923 in das Bundesministerium für Unterricht in die Reformabteilung berufen, wo er in der Abteilung Pädagogische Angelegenheiten der Volks- und Bürgerschulen und der Lehrerbildung tätig war.
In den folgenden Jahren war Julius Kallus maßgeblich an der Umgestaltung des Schulwesens beteiligt.  Er verfasste zahlreiche Fachveröffentlichungen wie Schulbücher und Lehrbehelfe. Kallus beschäftigte sich vor allem mit Unterrichtsmethodik in der Pflichtschule und auch mit dem 1926 neu beschlossenen Volksschullehrplan, der bis dahin kontrovers debattiert worden war. Seine katholisch-konservative Weltanschauung führte ihn in einen natürlichen Gegensatz zum sozialdemokratischen Schulreformer Otto Glöckel.
Während seiner Tätigkeit im Ministerium verfasste er auch ein Lehrbuch der Geschichte, in welchem er bald nach der Machtübernahme der Nationalsozialisten in Deutschland seine Meinung zur NS-Ideologie enthüllte:
 „ein schwärmerisches Zurückgreifen auf das altgermanische Heidentum (...) lehnt, mehr oder minder offen, das Christentum als Ausfluss artfremden semitischen Geistes ab; (...) der undeutsche Begriff ‚Mythos‘ (...) soll dem glaubenslos gewordenen Einzelmenschen und der Gemeinschaft ein Ersatz sein für das, was die Religion als letztes Ziel und als letzte Bestimmung setzt.“ 
Über das Verhältnis des Nationalsozialismus zu Österreich führte er aus:  „(...) Ohne Blick für die österreichische Sendung im Donauraum, ohne Empfindung für die Werte des Unterschiedes zwischen nationalem und übernationalem Reichsgedanken versuchte er, die gewaltsame Angliederung Österreichs durch eine Revolution von innen heraus zu erzwingen.“ 
Julius Kallus lehnte den aufkommenden Nationalsozialismus wegen dessen Menschenverachtung, Atheismus und Alldeutschtum ab. Er hatte früh erkannt, dass diese Ideologie auf Krieg und Diktatur ausgerichtet war. 1938 trat er unmittelbar nach dem Anschluss der Widerstandsgruppe Lerch bei.
Auf seine Initiative hin, wurde von der KÖStV Kreuzenstein Wien am 25. Juni 1933 ein  Unvereinbarkeitsbeschluss mit der NSDAP getroffen: Kein Mitglied der Kreuzenstein Wien durfte der NSDAP oder einer ihrer Unterorganisationen beitreten oder in ihnen mitarbeiten.
Julius Kallus bekleidete eine Schlüsselstelle des Bildungssystems des Ständestaates und wurde nach dem Anschluss im März 1938 vom Schreibtisch weg verhaftet. Zuerst war er in Polizeihaft in Wien, am 17. Juni 1938 wurde er ins KZ Dachau überstellt. Am 20. September 1938 wurde er entlassen, zwangspensioniert und musste sich laufend bei der Gestapo melden. Da ihm die Ausübung seines Berufes verwehrt war, stellte er sich in den Dienst einer von ihm mitbegründeten Siedlergemeinschaft in Floridsdorf.
1945, nach Kriegsende, kehrte Kallus an seinen Arbeitsplatz im Unterrichtsministerium zurück, ging aber bereits 1946 als Ministerialrat in Pension. Danach war er unter anderem freier Mitarbeiter der Wochen-Zeitschrift Die Furche.
Julius Kallus starb am 8. Oktober 1959 in Wien und wurde auf dem Döblinger Friedhof im 19. Wiener Gemeindebezirk, Gruppe 23, Reihe 14, Grab Nr. 19, bestattet. Das Grab wird von der KÖStV Kreuzenstein Wien betreut.

## Couleurstudententum
Julius Kallus war bereits 1907 an der Gründung der ÖCV-Verbindung Danubia beteiligt. Von 1926 bis 1958 (mit erzwungener Unterbrechung in der NS-Zeit) war er auch Philistersenior dieser Verbindung.
1927 war er an der Gründung der MKV-Verbindung KÖStV Kreuzenstein Wien beteiligt und wurde zum Gründungsphilister bestimmt.
Er war Ehrenphilister der MKV-Verbindungen Liechtenstein Wien, Waldmark Horn, Rhaeto-Norica Klosterneuburg und Donaumark Wien.
Nach seiner Pensionierung widmete er sich der Geschichte der österreichischen Farbstudenten („Das Farbstudententum. Eine geschichtliche und grundsätzliche Betrachtung“, „Geschichte und Geschicke der kath. akad. Verbindung 'Danubia' von 1907- 1947“, beides 1947).
Am 12. November 1958 wurde Julius Kallus mit dem Ehrenring des Österreichischen Cartellverbandes (ÖCV) für seine Verdienste um den ÖCV geehrt.

## Kallusweg

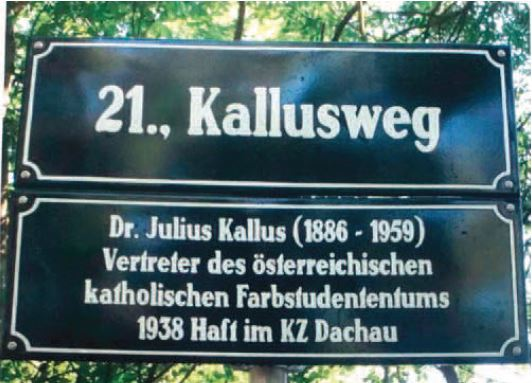
Straßenschild „Kallusweg“

Am 11. Februar 2003 wurde der Kallusweg in Stammersdorf am Fuße des Bisambergs im 21. Wiener Gemeindebezirk nach Julius Kallus benannt. Er ist Teil des Stadtwanderweges 5 – Bisamberg.
Auf dem Schild wird er als „Vertreter des österreichischen katholischen Farbenstudententums“ genannt, welcher 1938 im KZ Dachau in Haft kam.

## Publikationen
- Lehrbuch der Geschichte für Lehrer- und Lehrerinnenbildungsanstalten (mit Hermann Käfer und Wilhelm Katzenbeißer), 4 Bände, Wien 1933–1936
- Zur Wiederholung der Geschichte., 4 Bände, Hippolyt-Verlag, St. Pölten, Wien, 1948/1949
- Aulim-Lehrbriefe. Deutsche Sprache. Geschichte. Geographie. Philosophie. Das erlernbare Zeichnen. Mathematik., (Hrsg. Julius Kallus), Hippolyt-Verlag, St. Pölten, Wien, 1947–1956

## Ehrungen
- Ehrenring des Österreichischen Cartellverbandes (ÖCV) 1958